# Melanotaenia kamaka
Melanotaenia kamaka är en fiskart som beskrevs av Allen och Renyaan, 1996. Melanotaenia kamaka ingår i släktet Melanotaenia och familjen Melanotaeniidae. Inga underarter finns listade i Catalogue of Life.